# NGC 2785
NGC 2785 је галаксија у сазвежђу Рис која се налази на NGC листи објеката дубоког неба.
Деклинација објекта је + 40° 55' 5" а ректасцензија 9h 15m 15,2s. Привидна величина (магнитуда) објекта NGC 2785 износи 14,2 а фотографска магнитуда 14,8. NGC 2785 је још познат и под ознакама UGC 4876, MCG 7-19-42, CGCG 209-35, IRAS 09120+4107, PGC 26100.